# Яново (Квідзинський повіт)
Яново (пол. Janowo, нім. Johannisdorf) — село в Польщі, у гміні Квідзин Квідзинського повіту Поморського воєводства.
Населення — 407 осіб (2011).
У 1975-1998 роках село належало до Ельблонзького воєводства.

## Демографія
Демографічна структура станом на 31 березня 2011 року:
|          | Загалом | Допрацездатний вік | Працездатний вік | Постпрацездатний вік |
| -------- | ------- | ------------------ | ---------------- | -------------------- |
| Чоловіки | 200     | 40                 | 150              | 10                   |
| Жінки    | 207     | 41                 | 132              | 34                   |
| Разом    | 407     | 81                 | 282              | 44                   |